# Agata Tyburska
Agata Tyburska – polska funkcjonariuszka Policji w stopniu młodszego inspektora Policji, doktor habilitowana nauk społecznych, prorektor Wyższej Szkoły Policji w Szczytnie.

## Życiorys
Agata Tyburska ukończyła pedagogikę w Wyższej Szkole Rolniczo-Pedagogicznej w Siedlcach (1988) oraz Studium Oficerski Wyższej Szkoły Policji w Szczytnie (1994). W 1999 doktoryzowała się na Uniwersytecie Mikołaja Kopernika w Toruniu w dziedzinie nauk humanistycznych w zakresie pedagogiki społecznej na podstawie pracy Miejsce i funkcja filmu w życiu nieletnich sprawców czynów karalnych (promotor: Andrzej Olubiński). Habilitację nauk społecznych w dyscyplinie nauki o bezpieczeństwie uzyskała na Akademii Obrony Narodowej w Warszawie w 2014, przedstawiając dzieło Ochrona infrastruktury krytycznej w Polsce – wyzwania w tworzeniu bezpieczeństwa narodowego.
W 1988 rozpoczęła pracę jako nauczycielka w Szkole Podstawowej nr 21 w Płocku. 1 września 1991 rozpoczęła służbę w Policji – pionie prewencji Komendy Powiatowej Policji w Płońsku, gdzie realizowała zadania z zakresu przestępczości nieletnich. W 1994 została przeniesiona do Instytutu Służby Prewencyjnej Wyższej Szkoły Policji w Szczytnie, gdzie doszła do stanowiska profesor nadzwyczajnej. W latach 2000–2007 kierowała Zakładem Służby Prewencyjnej. Była redaktorką naczelną Policja. Kwartalnik Kadry Kierowniczej Policji. Obecnie zatrudniona w Zakładzie Bezpieczeństwa Państwa Instytutu Służby Prewencyjnej Wydziału Bezpieczeństwa Wewnętrznego. Od 19 marca 2018 pełniła funkcję prorektor do spraw studiów Wyższej Szkoły Policji w Szczytnie. Od 2 października 2019 pełni funkcję prorektor do spraw rozwoju WSP w Szczytnie.
Jej zainteresowania naukowe obejmują: zagadnienia bezpieczeństwa i porządku publicznego, zapobieganie przestępczości oraz zarządzania kryzysowego, ochrona infrastruktury krytycznej.

## Odznaczenia
- Brązowy Krzyż Zasługi (2000)[2]
- Srebrny Medal „Za zasługi dla obronności kraju” (2015)

## Wybrane publikacje
- Agata Tyburska, Film w odbiorze nieletnich sprawców czynów karalnych, Szczytno: Wyd. Wyższej Szkoły Policji, 2002, ISBN 83-88450-22-0.
- Agata Tyburska, Współpraca policji z innymi podmiotami w zakresie ochrony obiektów ważnych dla bezpieczeństwa państwa: wybrane zagadnienia , Szczytno: Wydział Wydawnictw i Poligrafii Wyższej Szkoły Policji, 2009, ISBN 978-83-7462-254-7.
- Agata Tyburska, Janusz Fiebiga (red.), Bezpieczeństwo osobiste policjanta , Szczytno: Wydział Wydawnictw i Poligrafii Wyższej Szkoły Policji w Szczytnie, 2004, ISBN 83-88450-68-9.
- Agata Tyburska, Mariusz Nepelski, Ochrona infrastruktury krytycznej: podstawowa wiedza i akty prawne , Szczytno: Wydział Wydawnictw i Poligrafii Wyższej Szkoły Policji, 2008, ISBN 978-83-7462-192-2.
- Agata Tyburska, Ochrona infrastruktury krytycznej w Polsce – wyzwania w tworzeniu bezpieczeństwa narodowego, Warszawa: Nakł. Akademii Obrony Narodowej, 2013.
- Agata Tyburska, Ochrona infrastruktury krytycznej: zarys problematyki = Critical Infrastructure protection in outline , Szczytno: Wydawnictwo Wyższej Szkoły Policji, 2012, ISBN 978-83-7462-309-4.